# Cérilly, Allier
Cérilly este o comună din Franța, în departamentul Allier în regiunea Auvergne.
1. ↑  répertoire géographique des communes, accesat în 26 octombrie 2015
2. ↑  dataset of postal codes in France, 1 octombrie 2018